# Bassari-Berge
Die Bassari-Berge sind eine nordwestliche Randschwelle des Fouta-Djallon-Berglands, die sich topographisch von Guinea bis in die Region Kédougou im Südosten Senegals rund 120 Kilometer weit bis zum Assirik im Nationalpark Niokolo-Koba verfolgen lässt.
Namensgebend sind die Wohngebiete der Ethnie der Bassari südlich von Salémata, wo rund um den Hauptort der Landgemeinde Ethiolo der Höhenzug die höchsten Erhebungen nördlich der Grenze aufweist und wo in den abgelegenen und schwer zugänglichen Dörfern die Bassari ihre kulturelle Einzigartigkeit und Ursprünglichkeit bewahrt haben. Dieser Teil der Bassari-Berge wurde als Teil des Bassari-Landes, Kulturlandschaften der Bassari, Fula und Bedik mit einem Kerngebiet von 242,38 km² seit 2012 in die Liste des UNESCO-Welterbes aufgenommen. Weitere Teile der Berge zwischen Salémata und dem Gambia-Fluss mit einer Fläche von 1634,42 km² sind als Pufferzone gelistet worden.
Da in offiziellen Kartenwerken die Berggegend selbst nicht weiter benannt ist, lässt sich ein Name nur davon ableiten, dass die Bassari der ganzen Landschaft den Namen gegeben haben.